# メリディアン作戦
メリディアン作戦 (Operation Meridian) は、第二次世界大戦中にイギリス海軍が実行した、日本軍占領下のスマトラ島パレンバン近くの製油所空爆。スマトラ島パンカラン・ブランダンの製油所攻撃（ロブソン作戦、レンティル作戦）に続き実行された作戦で、1945年1月24日と29日に攻撃が行われた。この攻撃により、一時的にではあるがパレンバンの精油機能は完全に停止した。製油所の航空燃料の生産量は75パーセント減少した。

## 参加部隊
- フォース63（フィリップ・ヴァイアン中将）
  - 第1空母戦隊：空母インドミタブル（旗艦）、イラストリアス、インディファティガブル、ヴィクトリアス、戦艦キング・ジョージ5世
  - 第4巡洋艦戦隊：軽巡洋艦アルゴノート、ブラック・プリンス、ユーライアラス、セイロン
  - 第25駆逐群：駆逐艦グレンヴィル、アンダイン、アーサ、アンダウンテッド
  - 第27駆逐群：駆逐艦ケンペンフェルト、ウェイクフル、ワールウィンド、ウェイガー、ウェセックス、ウェレプ

他に補給部隊（フォース69）が存在した。

## 作戦経過

### トリンコマリー出撃
フォース63は1945年1月16日にトリンコマリーから出撃した。1月20日にフォース63とフォース69は合流し燃料補給が行われた。給油後、フォース63は攻撃隊に発進場所であるエンガノ島東方へ向かった。なお、軽巡洋艦「セイロン」はフォース69と共に残った。
日本軍は、1月22日にイギリス機動部隊が作戦行動中であることを通信解析から察知し、25日頃にパレンバンに襲来するおそれが高いと推測していた。日本陸軍航空部隊の第9飛行師団などが警戒態勢に就いた。
日本軍側のパレンバン防空飛行部隊は主力となる飛行第87戦隊（二式戦「鍾馗」装備）のほか、飛行第26戦隊・飛行第33戦隊（一式戦「隼」装備、第33戦隊は装備2機のみ）、飛行第21戦隊（二式複戦「屠龍」装備）が担当していた。

### 1月24日の空襲
悪天候のため攻撃は2度延期され、1回目の攻撃は1月24日に実行された。この攻撃での目標はPladjoeの製油所（パレンバン第一製油所）であった。製油所攻撃隊はアヴェンジャー47機、ヘルキャット16機、コルセア32機、ファイアフライ12機であったが、アヴェンジャー7機とコルセア1機は発艦出来なかったり途中で引き返した。アベンジャーは500lb爆弾を、ファイアフライはロケット弾を搭載していた。このほか、製油所周辺の飛行場攻撃をおこなうコルセア24機、スマトラ島西岸のMana攻撃をおこなうアヴェンジャー5機とヘルキャット4機も発進した。
1月24日午前9時47分頃、日本軍の監視哨は攻撃隊の接近を確認し、パレンバン地区に空襲警報が発令された。日本側記録によれば午前10時10分頃から、イギリス軍機はパレンバン第一製油所上空へ高度3500mで侵入、爆撃を開始した。飛行場や対空陣地、駅などにも分散攻撃が加えられた。日本側は戦闘機を迎撃に上げるとともに、対空砲で応戦した。
この攻撃でパレンバン第一製油所は70-80発を被弾して大破した。日本側航空部隊は14機が撃墜され、35機が地上撃破された。せっかく数日前に空襲を察知していたにもかかわらず、飛行場の航空機分散や空中退避が不徹底で、飛行第87戦隊などが地上で大被害を出した。他方、イギリス軍側は、空中戦や対空砲火などでコルセア6機、アベンジャー2機、ヘルキャット1機が未帰還となった。また、コルセア1機が空母「イラストリアス」の近くに墜落したが搭乗員は救助された。なお、日本側は25機撃墜と戦果を判断していた。撃墜されたイギリス機の乗員のうち9人は捕虜となった。
日本側は、25日から26日にかけて機動部隊への反撃を試みたが、悪天候のため中止となった。

### 1月29日の空襲
26日と27日に再度燃料補給をした後、29日に2度目の攻撃がおこなわれた。この時の目標はスマトラ島Soengei Gerongの製油所（パレンバン第二製油所）である。
29日午前10時頃、日本軍の監視哨はイギリス軍機を発見し、空襲警報が発令された。イギリス軍機は、パレンバン第二製油所と飛行場へと爆撃を行った。日本側の迎撃機が飛び立って空中戦を行うとともに、対空砲が応戦した。日本側によると、2機のイギリス軍機が阻塞気球にかかって墜落した。
この攻撃の結果、パレンバン第二製油所は重要施設の損害は軽微だったが、燃料廠の大型燃料タンクが炎上するなどの被害を受け、一時的に精油機能が停止した。偵察機の目をごまかすため、一部ではわざと火災を起こして施設が破壊されたように見せかけていた。イギリス軍は日本軍機30機を撃墜し、38機を地上で破壊したと戦果判定したが、実際の日本側の被害は被撃墜7機と地上撃破2機にとどまった。日本側は24日の戦訓をふまえ、飛行場の航空機の隠蔽とダミー機体の配置を徹底していたため、地上撃破を少なく抑えられた。イギリス側の損害は16機（日本側推定70機）であった。
日英双方の当時の戦闘記録比較調査により裏付の取れた空戦のみの結果としては、2日間の戦闘で日本陸軍は20機を喪失、イギリス海軍は27機（内訳は被撃墜16機、帰途不時着水11機。このほか着艦事故14機を合わせると計41機に上る）を喪失した。
日本陸軍は、数波の特別攻撃隊を出撃させて、イギリス機動部隊を攻撃した。このときも悪天候で目標発見は困難だったが、うち補充飛行隊重爆隊で編成した皇盾第二隊（隊長：加藤仁之少佐）は29日午後2時頃に突入電を発し、全機未帰還となった。イギリス側によると、日本軍機による艦隊への攻撃があったが損害は生じなかった。
フォース63は30日にフォース69から燃料補給を受けた後、オーストラリアのフリーマントルへ向かった。